# Aeropuerto de Grand-Santi
El Aeropuerto de Grand-Santi (IATA: GSI, ICAO: SOGS) es un aeropuerto que sirve a la localidad de Grand-Santi, un municipio de la Guayana Francesa, un territorio dependiente de Francia en América del Sur. 
El aeropuerto fue construido a una elevación de 185 pies (56 m) sobre el nivel medio del mar. Se ha designado una pista como 09/27 con una superficie pavimentada que mide 1.000 por 18 metros (3.281 pies x 59 pies). 
La aerolínea local Air Guyane Express operó hasta agosto de 2023 vuelos regulares a Cayena (capital regional del territorio), Maripasoula y San Lorenzo de Maroni.